# Banbury District and Lord Jersey FA
Banbury District and Lord Jersey FA là một giải bóng đá Anh nằm ở Oxfordshire. Giải đấu có 4 hạng đấu, hạng cao nhất là Premier Division, nằm ở cấp độ 13 trong Hệ thống các giải bóng đá ở Anh và góp đội cho Oxfordshire Senior Football League. Giải đấu có giải cup riêng vận hành từ năm 1887, có tên là Lord Jersey Cup.

## Các đội vô địch gần đây
| Mùa giải | Premier Division            | Division One          | Division Two             | Division Three                    | Division Four          |
| -------- | --------------------------- | --------------------- | ------------------------ | --------------------------------- | ---------------------- |
| 2006–07  | Broughton & North Newington | Drayton Village       | Slade Farm               | Broughton & North Newington Dự bị | N/A                    |
| 2007–08  | Bodicote Sports             | KEA                   | ABK Sports               | Slade Farm United Dự bị           | N/A                    |
| 2008–09  | Bodicote Sports             | ABK Sports            | KEA Dự bị                | Deddington Town Dự bị             | N/A                    |
| 2009–10  | Bishop's Itchington         | Highfield Old Boys    | FC Naranja               | ABK Sports Dự bị                  | N/A                    |
| 2010–11  | Sinclair United             | Heyford Athletic      | Abba Athletic            | Fenny Compton                     | N/A                    |
| 2011–12  | Bodicote Sports             | Abba Athletic         | Highfield Old Boys Dự bị | Finmere                           | N/A                    |
| 2012–13  | Deddington Town             | Bishop's Itchington   | Slade Farm United        | Woodford United 'B'               | Heyford Athletic Dự bị |
| 2013–14  | Heyford Athletic            | Banbury Rangers       | Ashton Villa             | Chacombe                          |                        |
| 2014–15  | Heyford Athletic            | Kings End Association | AFC Bicester             | Bishop's Itchington Dự bị         |                        |

## Các câu lạc bộ mùa giải 2015–16
Premier Division
- Ashton Villa
- Bishop's Itchington
- Broughton & North Newington
- Croughton
- Deddington Town
- Heyford Athletic
- Hornton
- Kings End Association
- Middleton Cheney Dự bị
- Woodford United Dự bị

Division One
- AFC Bicester
- Banbury United Youth
- Bloxham
- Bodicote Sports
- Chesterton
- Deddington Town Dự bị
- Diverse
- Finmere
- FC Langford
- Sinclair United
- Wroxton Sports

Division Two
- AFC Banbury
- Banbury Sports
- Bishop's Itchington Dự bị
- Bloxham Dự bị
- Brill United
- Byfield Athletic
- Chacombe
- Chasewell Park
- Heyford Athletic Dự bị
- Heyford United
- King's Sutton
- Souldern
- Steeple Aston
- SWIS

Division Three
- Banbury Galaxy
- Bicester United
- Bloxbury Athletic
- Bodicote Sports Dự bị
- Brill United Dự bị
- Broughton & North Newington Dự bị
- Chasewell Park Dự bị
- Finmere Dự bị
- Kings End Association Dự bị
- King's Sutton Dự bị
- Priors Marston
- SWIS Dự bị
- Wroxton Sports Dự bị